# Aidabaleten (Tutubaba)
Aidabaleten ist ein osttimoresisches Dorf in der Aldeia Tutubaba (Suco Aidabaleten, Verwaltungsamt Atabae, Gemeinde Bobonaro). Als Hauptort des Verwaltungsamtes Atabae wird der Ort manchmal auch Atabae genannt. Er liegt in einer Meereshöhe von 10 m.

## Geographie
Aidabaleten erstreckt sich entlang Tutubabas Küste an der Sawusee, zwischen den Mündungen der Flüsse Fatumolin im Süden und Berita im Norden, wobei sich jenseits des Beritas der Ort Malebauk in der Aldeia Tasi Mean anschließt. Ortsteile sind Talilaran im Nordwesten, Merdeka im Osten, Fatumolin im Süden und Malarara und Fatulagung im Südwesten.
In Aidabaleten befindet sich der Sitz des Verwaltungsamtes, des Sucos und der Aldeia. Außerdem steht hier eine Station der Nationalpolizei, zwei Grundschulen, eine Prä-Sekundarschule und die Kirche São Francisco de Assis.

## Geschichte
Ab Oktober 1975 nutzten indonesische Truppen das Chaos vor dem Abzug der portugiesischen Kolonialherren in Osttimor und besetzten nach und nach die Kreise Bobonaro, Cova Lima und Oe-Cusse Ambeno. Noch Anfang November leisteten Kämpfer der FRETILIN unter Aquiles Freitas Soares in Atabae Widerstand. Ab Mitte November beschossen die Indonesier Aidabaleten von See aus. Am 26. November stellten die Osttimoresen den Widerstand ein und die Indonesier besetzten den Ort am Morgen des 28. Novembers. Daraufhin entschloss sich die FRETILIN am selben Tag die Unabhängigkeit Osttimors zu erklären, in der Hoffnung, dass die Vereinten Nationen das neue Land anerkennen und unterstützen würden. Die Hoffnung erfüllte sich nicht. Osttimor wurde völkerrechtswidrig komplett annektiert und erlangte erst wieder 2002 seine Unabhängigkeit.
Am 11. Dezember 2000 wurde ein australischer Soldat der INTERFET in Aidabaleten durch eine Explosion verletzt. Als Täter vermutete man eine pro-indonesische Miliz.